# Atemlos (Sebastian-Wurth-Album)
Atemlos ist das zweite Musikalbum des deutschen Sängers Sebastian Wurth. Es erschien im Jahre 2013 und markiert das vorläufige Ende seiner Solokarriere. Seit 2015 ist er stattdessen ein Teil der Schlagerband Feuerherz.

## Entstehungsgeschichte
2012 erschien Sebastian Wurths Album Strong, das rein englischsprachige Titel enthielt und auf seinem Erfolg bei Deutschland sucht den Superstar aufbaute. Für sein zweites Album wechselte er beim Gesang zur deutschen Sprache, nach eigenen Angaben, weil er sich in seiner Muttersprache besser ausdrücken könne. Wie beim Vorgänger wurde ein Teil des Albums von Ivo Moring produziert, der auch mehrere Songs auf dem Album schrieb. Wurth selbst, der sich auf sein Abitur konzentrierte, trug nur wenige Skizzen bei. Die Grundintention des Albums war es ein fröhliches Popalbum zu liefern, das vor allem leichte Texte umfassen sollte.
Als erste Singleauskopplung erschien am 30. August 2013 Komm mit ins Leben. Das dazugehörige Video wurde in Los Angeles gedreht. Die Veröffentlichung des Albums wurde von einer Kooperation mit dem Sender Super RTL begleitet, zudem gab es einige Fernsehauftritte sowie eine bundesweite Autogrammstunden-Tour sowie Auftritte in Deutschland und Österreich. Dennoch verfehlten sowohl Single als auch Album die Charts.

## Titelliste
1. Komm mit ins Leben – 3:14
2. Geht da was – 3:05
3. Gigantisch – 4:01
4. Grenzenlos – 3:32
5. Fliegen – 3:47
6. Liebe oder so – 2:51
7. Land der Illusionen – 3:25
8. Ersten Sein – 3:19
9. Ich will mit dir chillen – 3:09
10. 2 Leben – 3:23
11. Liebe verloren – 3:42
12. Ich kann fliegen – 3:25[6]

## Rezeption
Auf Laut.de verriss Dani Fromm das Album:

„Langer Rede trauriger Sinn: "Atemlos" verlässt an keiner Stelle den Sumpf des schlimm banalen Mists. Musikalisch und textlich gerät die Platte derart bocklangweilig, dass man sich die Haare raufen möchte. Vielleicht am schlimmsten daran: Von der besonderen Klangfarbe seiner Stimme, derentwegen man Sebastian Wurth bei DSDS einst von Herzen ein Weiterkommen wünschte, ist restlos nichts mehr zu spüren.“